# Kiske-Somerville
Kiske-Somerville es un proyecto alemán de rock y heavy metal, creado a fines de 2009 por Frontiers Records. El proyecto cuenta con el vocalista Michael Kiske (Helloween, Unisonic, Place Vendome) y la cantante estadounidense Amanda Somerville (Aina, HDK, Trillium, Epica). Completan la banda Magnus Karlsson en guitarra y Matt Sinner en bajo (ambos de Primal Fear) contribuyendo en la composición de casi todas las canciones. 
Lanzaron su álbum debut Kiske / Somerville el 24 de septiembre de 2010, y el segundo álbum, City of Heroes el 17 de abril de 2015.

## Biografía
A finales de 2009, Serafino Perugino (presidente de la discográfica italiana Frontiers Records) contrató a Mat Sinner (Sinner, Primal Fear) y Magnus Karlsson (Primal Fear) para la composición de canciones para el dúo entre Michael Kiske y Amanda Somerville, en un concepto similar al realizado anteriormente con el proyecto Allen/Lande.
Michael Kiske es un cantante alemán conocido por sus primeros trabajos con la banda alemana de power metal Helloween. Es el vocalista de la banda de hard rock / heavy metal Unisonic, actualmente ha regresado a Helloween, además de haber lanzado varios álbumes en solitario. Kiske ha participado en varios proyectos como Place Vendome y Avantasia y también ha grabado voces invitadas para numerosas bandas de rock y metal.
Amanda Somerville es una cantante y compositora estadounidense que trabaja principalmente en Alemania, y que participó en muchas producciones de los productores alemanes Sascha Paeth y Miro. Amanda es la vocalista de la banda Trillium y ofrece voces para el proyecto HDK. Ella aparece en el proyecto de metal sinfónico Aina, ha grabado voces invitadas para la banda Kamelot y también ha participado en los discos "Lost in Space" y "The Scarecrow" de Avantasia.
Editaron dos álbumes: el debut Kiske/Somerville, el 24 de septiembre de 2010, para el cual se filmaron dos videos musicales de las canciones "Silence" y "If I Had A Wish", lo que permitió que la mayoría de los participantes se reunieran en persona. El segundo álbum fue editado el 17 de abril de 2015, junto con otros dos nuevos videos, "City Of Heroes" and "Walk On Water".

## Discografía
- 2010: Kiske/Somerville [3]
- 2015: City of Heroes [4]

## Formación
- Michael Kiske - Voz
- Amanda Somerville - Voz
- Mat Sinner - Bajo
- Magnus Karlsson - Guitarra, Teclado
- Veronika Lukesova - Batería

Antiguos miembros
- Sander Gommans - Guitarra
- Martin Schmidt - Batería
- Jimmy Kresic - Teclado
- Ramy Ali - Batería

1. ↑  https://www.metal-archives.com/bands/Kiske_-_Somerville/3540325894
2. ↑  http://www.frontiers.it/news/10760
3. ↑  https://www.elportaldelmetal.com/critica/kiskesomerville-kiskesomerville
4. ↑  http://truenometalico.com/kiskesomerville-city-of-heroes-critica/